# B-glukozid kinaza
B-glukozid kinaza (EC 2.7.1.85, beta-D-glukozidna kinaza (fosforilacija)) je enzim sa sistematskim imenom ATP:celobioza 6-fosfotransferaza. Ovaj enzim katalizuje sledeću hemijsku reakciju
ATP + celobioza {\displaystyle \rightleftharpoons } ADP + 6-fosfo-beta-D-glukozil-(1->4)-D-glukoza
Ovaj enzim fosforiliše više beta-Dglukozida. GTP, CTP, ITP i UTP takođe mogu da budu donori.

## Literatura
- Nicholas C. Price; Lewis Stevens (1999). Fundamentals of Enzymology: The Cell and Molecular Biology of Catalytic Proteins (Third изд.). USA: Oxford University Press. ISBN 019850229X.
- Eric J. Toone (2006). Advances in Enzymology and Related Areas of Molecular Biology, Protein Evolution (Volume 75 изд.). Wiley-Interscience. ISBN 0471205036.
- Branden C; Tooze J. Introduction to Protein Structure. New York, NY: Garland Publishing. ISBN 0-8153-2305-0.
- Irwin H. Segel. Enzyme Kinetics: Behavior and Analysis of Rapid Equilibrium and Steady-State Enzyme Systems (Book 44 изд.). Wiley Classics Library. ISBN 0471303097.

## Spoljašnje veze
- Beta-glucoside+kinase на 